# 가이 롬바도

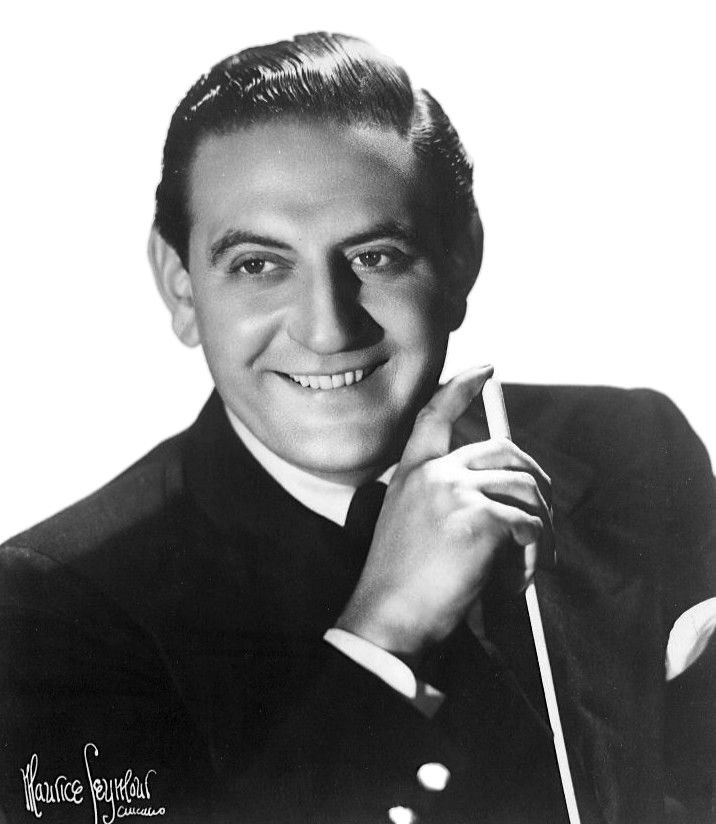

가이 롬바도(Guy Lombardo, 1902년 ~ 1977년)는 캐나다의 가수이다. 온타리오주에서 태어났다. 아버지는 이탈리아 인 이민자였다. 음악을 몹시 좋아하는 집에서 자랐는데, 형제들로 구성된 패밀리 밴드를 바탕으로 19살 때 로열 캐나디언즈를 만들었다. 이후 방송과 클럽에서 이름을 날리고 1927년에 뉴욕으로 진출하여 스위트한 댄스 밴드로 확고부동한 인기를 계속 유지하였다. 그리고 여러 해에 걸쳐서 특징있는 유연한 연주형태를 유지하였다.